# 茈湖口镇
茈湖口镇，是中华人民共和国湖南省益阳市资阳区下辖的一个乡镇级行政单位。

## 行政区划
茈湖口镇下辖以下地区：
茈湖口社区、桃林村、和利村、邹家窑村、均安垸村、新飞村、祁青村、育江村、洞庭村、马王山村、三益村、明朗村、东城村和刘家湖村。